# Мемрамкук
Мемрамкук (англ. Memramcook) — село в Канаді, у провінції Нью-Брансвік, у складі графства Вестморленд.

## Населення
За даними перепису 2016 року, село нараховувало 4778 осіб, показавши скорочення на 1,1%, порівняно з 2011-м роком. Середня густина населення становила 25,5 осіб/км².
З офіційних мов обидвома одночасно володіли 3 855 жителів, тільки англійською — 575, тільки французькою — 315. Усього 35 осіб вважали рідною мовою не одну з офіційних.
Працездатне населення становило 66,8% усього населення, рівень безробіття — 10%.
Середній дохід на особу становив $39 725 (медіана $35 404), при цьому для чоловіків — $44 417, а для жінок $34 742 (медіани — $39 435 та $30 165 відповідно).
25,1% мешканців мали закінчену шкільну освіту, не мали закінченої шкільної освіти — 22,4%, 52,5% мали післяшкільну освіту, з яких 23,1% мали диплом бакалавра, або вищий, 20 осіб мали вчений ступінь.
| Статево-вікова структура населення | Статево-вікова структура населення | Статево-вікова структура населення | Статево-вікова структура населення | Статево-вікова структура населення |
| ---------------------------------- | ---------------------------------- | ---------------------------------- | ---------------------------------- | ---------------------------------- |
|                                    |                                    |                                    |                                    |                                    |
| Всього                             | Всього                             | 50,3%49,7%                         |                                    |                                    |
| 0 — 14 років                       | 0 — 14 років                       |                                    | 14,4%                              | 14,4%                              |
| 15 — 64 років                      | 15 — 64 років                      |                                    | 67,5%                              | 67,5%                              |
| 65 і більше                        | 65 і більше                        |                                    | 18,1%                              | 18,1%                              |
| 85 і більше                        | 85 і більше                        |                                    | 2%                                 | 2%                                 |
| 100 і більше                       | 100 і більше                       |                                    | 0,1%                               | 0,1%                               |
| Середній вік (років)               | Середній вік (років)               | 43,244,6                           | 43,9                               | 43,9                               |
| Медіана (років)                    | Медіана (років)                    | 46,046,9                           | 46,4                               | 46,4                               |
| — чоловіки — жінки                 |                                    |                                    |                                    |                                    |

| Походження мешканців:     | Походження мешканців:     | Походження мешканців: | Походження мешканців: | Походження мешканців: |
| ------------------------- | ------------------------- | --------------------- | --------------------- | --------------------- |
| Походження                |                           |                       | осіб                  | %                     |
| Корінні американці        | Корінні американці        |                       | 305                   | 6.45%                 |
| Інше північноамериканське | Інше північноамериканське |                       | 3 870                 | 81.82%                |
| Європейське               | Європейське               |                       | 2 125                 | 44.93%                |
| британське                | британське                |                       | 780                   | 16.49%                |
| французьке                | французьке                |                       | 1 700                 | 35.94%                |
| Латинськоамериканське     | Латинськоамериканське     |                       | 10                    | 0.21%                 |
| Африканське               | Африканське               |                       | 10                    | 0.21%                 |
| Азійське                  | Азійське                  |                       | 10                    | 0.21%                 |

## Клімат
Середня річна температура становить 5,5°C, середня максимальна – 22,4°C, а середня мінімальна – -14,4°C. Середня річна кількість опадів – 1 178 мм.
| Клімат поселення                              | Клімат поселення | Клімат поселення | Клімат поселення | Клімат поселення | Клімат поселення | Клімат поселення | Клімат поселення | Клімат поселення | Клімат поселення | Клімат поселення | Клімат поселення | Клімат поселення | Клімат поселення |
| Показник                                      | Січ.             | Лют.             | Бер.             | Квіт.            | Трав.            | Черв.            | Лип.             | Серп.            | Вер.             | Жовт.            | Лист.            | Груд.            |                  |
| Середній максимум, °C                         | −2,44            | −1,38            | 3,51             | 9,49             | 15,90            | 20,74            | 22,36            | 21,91            | 17,75            | 12,04            | 6,44             | −0,61            |                  |
| Середня температура, °C                       | −8,44            | −7,38            | −2,47            | 3,50             | 9,91             | 14,76            | 18,35            | 17,90            | 13,75            | 8,00             | 2,42             | −4,64            |                  |
| Середній мінімум, °C                          | −14,44           | −13,37           | −8,48            | −2,5             | 3,91             | 8,75             | 14,33            | 13,88            | 9,73             | 3,99             | −1,58            | −8,64            |                  |
| Норма опадів, мм                              | 108              | 86               | 102              | 87               | 99               | 97               | 96               | 84               | 91               | 103              | 110              | 115              |                  |
| Середньомісячна швидкість вітру, м/с          | 4.52             | 4.42             | 4.52             | 4.38             | 3.99             | 3.56             | 3.28             | 3.18             | 3.48             | 3.94             | 4.25             | 4.57             |                  |
| Середньомісячна сонячна радіація, кДж/м²·день | 5109             | 8545             | 12159            | 15105            | 18153            | 20350            | 20027            | 17649            | 13300            | 8458             | 4907             | 3863             |                  |
| --------------------------------------------- | ---------------- | ---------------- | ---------------- | ---------------- | ---------------- | ---------------- | ---------------- | ---------------- | ---------------- | ---------------- | ---------------- | ---------------- | ---------------- |
| Джерело:                                      |                  |                  |                  |                  |                  |                  |                  |                  |                  |                  |                  |                  |                  |